# Dabih
Dabih ist der Eigenname des Sterns Beta Capricorni (β Cap) im Sternbild Steinbock. Dabih hat eine scheinbare Helligkeit von 3,1 mag. Es handelt sich um einen Doppelstern mit den zwei Hauptkomponenten Beta1 Capricorni (Dabih Major) und Beta2 Capricorni (Dabih Minor), die etwa 330 bis 390 Lichtjahre entfernt sind. Aufgrund ihres großen Winkelabstands von etwa 3,4 Bogenminuten können sie schon in einem Fernglas getrennt werden und setzen sich ihrerseits wiederum aus mehreren Sternen zusammen.
Beta1 Capricorni, die Komponente A, ist ein komplexes System aus wahrscheinlich vier Sternen mit einer Gesamthelligkeit von 3,1 mag. Der Hauptstern ist ein spektroskopischer Doppelstern aus einem gelb-orangen Hellen Riesen Aa mit 3,7-facher Masse und 31-fachem Durchmesser der Sonne, sowie einem etwas schwereren blau-weißen Hauptreihenstern Ab von 4,2-facher Masse und 1,3-fachem Durchmesser der Sonne, der selbst wiederum einen Begleiter hat, der ihn in 8,7 Tagen umkreist. Aa und Ab umrunden einander in etwa 3,8 Jahren. Das System enthält darüber hinaus noch einen weiteren schwächeren Stern.
Beta2 Capricorni, die Komponente B, ist auch ein spektroskopischer Doppelstern mit einer Gesamthelligkeit von 6,1 mag, 16-mal schwächer als Beta1. Der Hauptstern Ba ist ein weißer Riese mit etwas über doppelter Masse der Sonne, der von einem etwa 16-mal schwächeren weißen Stern Bb mit etwas über einfacher Sonnenmasse in 400 Jahren umkreist wird.
Trotz des relativ großen scheinbaren Abstandes, der unterschiedlichen Eigenbewegung der beiden Komponenten und ihrer unterschiedlichen Parallaxe, deren Ungenauigkeit eine Differenz in der Distanz von bis zu 100 Lichtjahren zulässt, gelten Beta1 und Beta2 Capricorni bisher als ein gemeinsames System, deren Komponenten A und B sich in 863.000 Jahren umkreisen.
Die Bezeichnung Dabih ist abgeleitet von der alten arabischen Bezeichnung سعد الذابح / saʿd aḏ-ḏābiḥ / ‚Glück(sstern) des Schlachtenden‘ für das Sternpaar Alpha und Beta Capricorni. Beta Capricorni wurde daneben auch gelegentlich als „Giedi“ oder „Sadalzabih“ bezeichnet. Nach dem „IAU Catalog of Star Names“ der Working Group on Star Names (WGSN) der IAU zur Standardisierung von Sternnamen wurde der Name „Dabih“ 2016 nur noch dem helleren Beta1 Capricorni zugewiesen.